# NFL Street
NFL Street é uma série de jogos de futebol americano de rua, baseado nos times da NFL. O jogo tem 3 edições: NFL Street(2004), NFL Street 2(2005) e o NFL Street 3(2006).

## NFL Street 1
Faltam informações desse jogo por ser o mais antigo de todos. Seu "Roster" era o de 2003. Foi desenvolvido para Xbox e Playstation 2.

## NFL Street 2
Esse jogo apresentam modificações no seu "gameplay" e movimentos, como os "wall moves" adicionados que conistem em seu jogador desvencilhar-se do adversário usando as paredes. Algo interessente nesse jogo é o modo Own the city, no qual você cria um jogador, e começa a jogar em Street Events como o Open Field Showndown(você vs o CPU em campo aberto num 1 vs 1), Jump Ball Challenge(Pegam 4 jogadores para receber e 3 para lançar, quem sobrar vence), Crush the carrier(um tipo de cada um por si, no qual todo tackle vale 10,000 pontos e resulta em fumble), entre outros. Ao zerar o modo Own the city, você pode exportar seu jogador para o outro modo de jogo,que consiste em um treinamento de 150 dias para um campeonato de times, no qual você enfrenta as lendas da NFL no final. Poucos jogadores usam camisa do time. Lançado para PS2, Gamecube, PSP(em versão Unleashed)e Xbox.

## NFL Street 3
O último jogo da série até agora lançado tem o roster de 2005 e com menos modos de jogo. possui apenas o Respect the Street no qual vc cria um time inteiro, começando do zero, sem respeito, sem nada, conforme você avança no jogo, ganha pontos para o aumento das habilidades de seus jogadores, e jogadores registrados na NFL para seu time(recomendo melhorar apenas 3 jogadores, pois você pega 4 da NFL). Os times são formados por 7 jogadores cada( em todos as edições) sendo, no ataque:1 Quarterback, 1 Running back, 2 Wide Receivers e 3 Offensive linemen. Já na defesa são: 3 ou 2 Defensive Linemen, 3 ou 4 Defensive Backs e 3 ou 2 Linebackers. Uma desvantagem em relação, ao NFL Street 2, é o fato dos jogadores de todos os times estarem uniformizados no qual a única diferença é a parte de baixo, luvas e acessórios.Lançado para Xbox, PS2 e PSP.